# Franco Cardini
Pour les articles homonymes, voir Cardini (homonymie).
Franco Cardini (Florence, 5 août 1940) est un professeur universitaire et historien médiéviste. Il a notamment enseigné aux universités de Paris, Göttingen, Vienne, Damas, Florence et Montréal.

## Biographie
Franco Cardini a fait des études d'histoire à l'université de Florence où il obtient la Laurea en 1966, puis a travaillé à Poitiers et Moscou. Dans les années 1960, il milite d'abord au MSI, puis au sein de la section italienne du mouvement Jeune Europe. À la fin des années 1970, il a contribué à la revue « évolienne » francophone Totalité.
Il a enseigné à Paris, Göttingen, Vienne, Madrid, Boston, Turku, São Paulo, Jérusalem, Damas et Bari, avant de reprendre la chaire d'histoire médiévale à Florence en 1989.
En plus de ses études scientifiques, il s'est fait connaître à travers de nombreuses publications sur l'histoire du Moyen Âge, Jérusalem et les croisades, en particulier sur la relation entre le christianisme et l'islam. En outre, il a également travaillé dans le domaine de l'exploration de la culture médiévale de la Toscane.
Au cours des années, il a écrit pour des journaux comme Il Giornale, Il Tempo, Storia et Panorama. Il a aussi publié plusieurs romans historiques, ayant pour thème les croisades.
Entre 1994 et 1996, il a fait partie du Conseil d'administration de la RAI.
Il est professeur auprès de l'Istituto italiano di scienze umane (it) (SUM) et fait partie du conseil scientifique de la Scuola superiore di studi storici di San Marino (it). Politiquement, il est un défenseur du dialogue islamo-chrétien. Il fustige  l'idée d'un « choc des civilisations » et soutient les causes « anti-impérialistes ».

## Principales publications en italien
- Le crociate tra il mito e la storia, Roma, Nova Civitas, 1971.

- Magia, stregoneria, superstizioni nell´ Occidente medievale La nuova Italia : Florence, 1979
- Quell'antica festa crudele. Guerra e cultura della guerra dall'età feudale alla grande rivoluzione, Firenze, 1982, Sansoni, nuova edizione 1987, Il Saggiatore, 1987, ristampato nel 1988.
- Alle radici della cavalleria medievale, Milan, 2004
- I giorni del Sacro. Il libro delle feste Milan, 1983
- Il Barbarossa 1985, Mondadori : Milan, 2006,  (ISBN 978-8804556428)
- Minima mediaevalia Arnaud : Florence, 1987
- La crociata dei fanciulli, Giunti : Florence 1999,  (ISBN 880-921770-5)
- Europa e Islam. Storia di un malinteso, Roma-Bari, 1999, Laterza
- I Templari, Giunti Editore, 29 juin 2011, 128 p. (ISBN 978-88-09-76927-4 et 978-8-8097-5881-0, présentation en ligne)
- I Re Magi. Leggenda cristiana e mito pagano tra Oriente e Occidente. Nuova edizione, Collana I nodi, Venezia, Marsilio, 2017.

### Romans
- L'avventura di un povero crociato, Mondadori : Milan, 1997,  (ISBN 8804379367)
- Il Signore della paura.  Tre cavalieri verso la Samarcanda di Tamerlano, Milan: Mondadori, 2007  (ISBN 9788804529866)

## Publications traduites en français
- « L'homme et la fête. Une approche phénoménologique », in: Totalité - Pour la révolution culturelle européenne, septembre-octobre 1979, p. 60-73.
- La Culture de la guerre : Xe-XVIIIe siècle [« Quell'antica festa crudele. Guerra e cultura della guerra dall'età feudale alla grande rivoluzione »], Gallimard, 1992, 479 p. (ISBN 978-2-07-072460-4)
- Europe et Islam : Histoire d'un malentendu [« Europa e Islam. Storia di un malinteso »], Seuil, 2000, 332 p. (ISBN 978-2-02-022981-4)
- La société médiévale, [trad. Elisabeth Agius d'Yvoire] Éditions A&J Picard, 2012, 285 p.  (ISBN 978-2-7084-0934-7).